# サルビア
サルビア（来路花）、より正確にはサルビア・スプレンデンス (Salvia splendens) は、ブラジル原産のシソ科アキギリ属の1種。
俗にサルビアと呼ばれる。標準和名としてはヒゴロモソウ（緋衣草）がある。スカーレットセージ (scarlet sage) とも呼ばれ、ここでのセージとはアキギリ属のことである。

## 性状
本来は草丈1メートルに達する多年草であるが、現在栽培されているものは、ほとんどが矮性種で、30 - 50センチメートルくらいである。
葉は対生し、長さ7センチメートル幅5センチメートルで鋸歯がある。葉にも芳香がある。花は赤色であり茎の先端に穂になり、筒状の萼から、長い花筒をもつ、唇花が出る。唇花につく蜜は美味。
夏から秋にかけて赤い花を咲かせる。赤以外にも、白から濃い紫まで様々な花色の園芸品種があり、観賞用として利用される。非耐寒性のため、日本の大半など屋外で冬越しできない地域では一年草扱いされる。

## 栽培

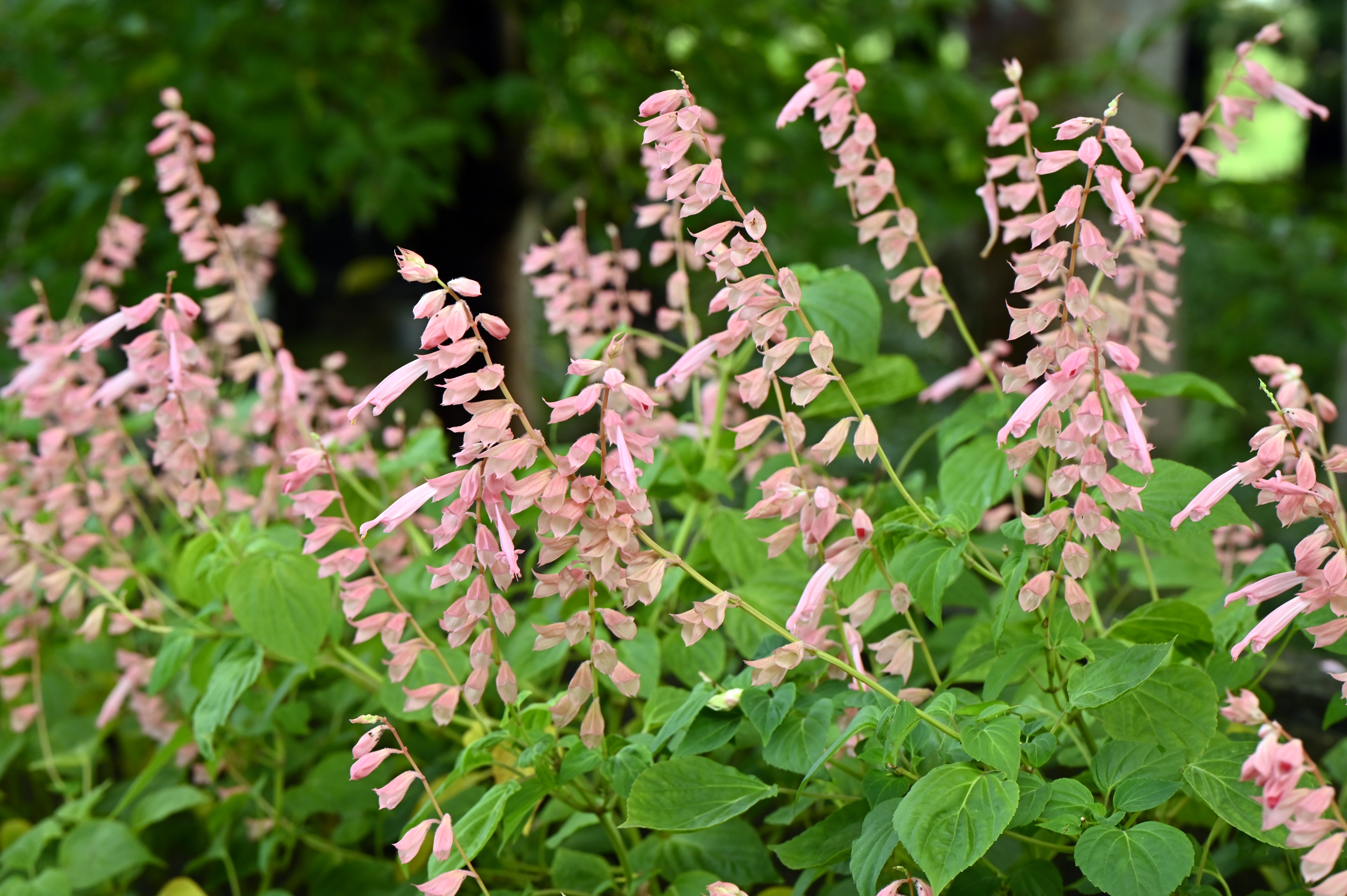
園芸品種のひとつ ‘あやのピーチ’（水戸市植物公園）

発芽適温が比較的高いため、東京付近で露地栽培する場合、4月下旬から5月中旬くらいがまき時になる。園芸種はほとんど一代交配種で1袋のタネの粒数が少ないので、鉢にまいて後で移植する方がよい。覆土は2ミリメートル程度にする。日向から半日陰の水はけのよい土地なら、比較的栽培は容易であるが、中部山岳地方や北日本など、夏の間冷涼なところの方が美しい花が咲く傾向がある。
根の張りが浅いため、夏に水が切れるとすぐに萎れてしまう。夏に水をやると株が繁り、秋まで咲き続ける。気温が下がると花の色が冴える。

## 利用
薬用植物としては古代ギリシア時代から利用され、観賞用としては産業革命の時代に流行した。日本に流入したのは1895年である。萼片と花弁が同じ色をしているため、赤色を維持するための花壇材料として重宝される。
夏から秋にかけての花壇材料として最もポピュラーなものの1つである。公園などの公共の花壇にもよく用いられる。

## 地方公共団体の花に指定している自治体

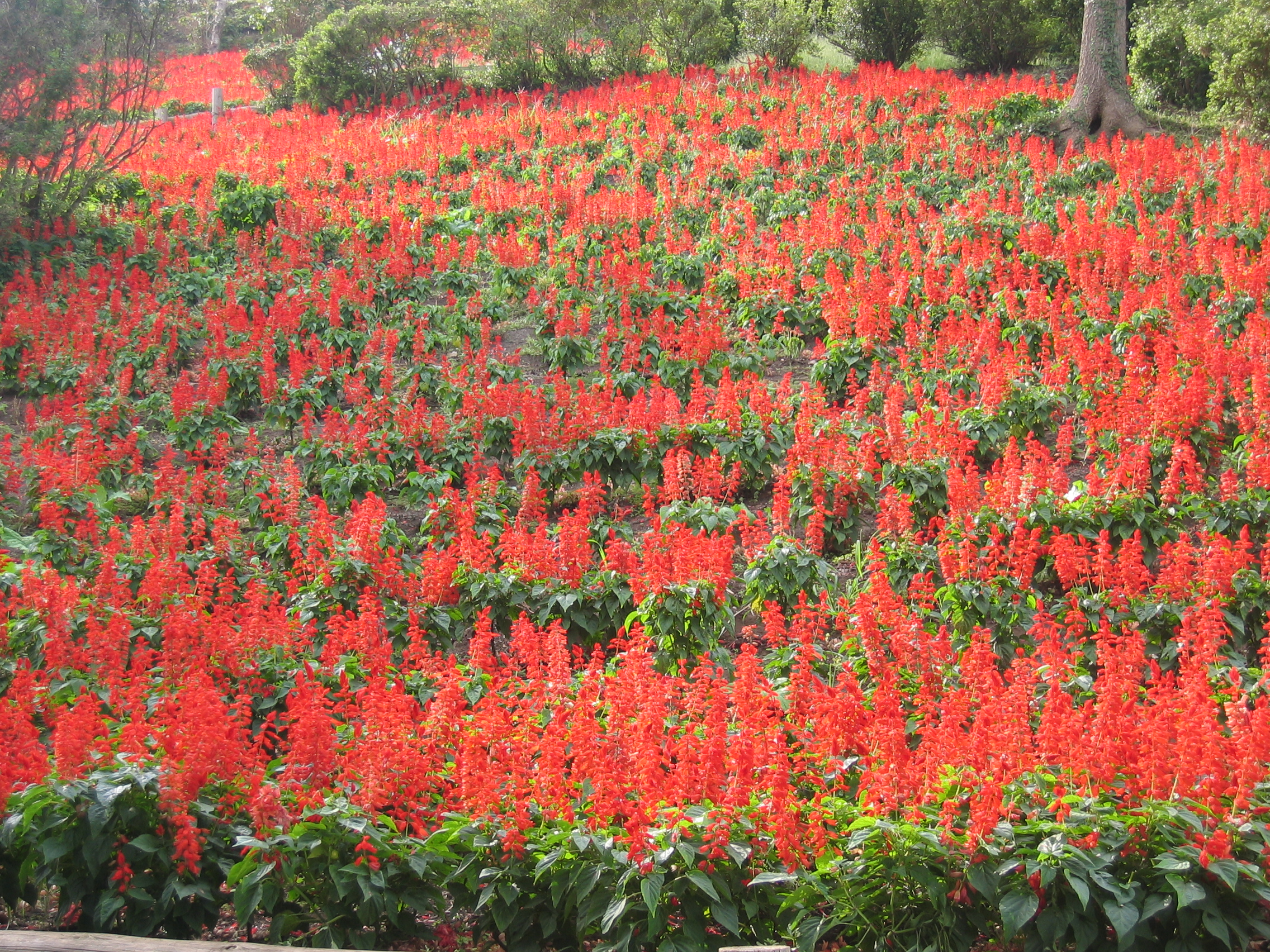
サルビア畑

- 秋田県南秋田郡大潟村
- 群馬県桐生市[2]、伊勢崎市、太田市、藤岡市、邑楽郡大泉町
- 埼玉県児玉郡上里町、北葛飾郡栗橋町
- 千葉県富里市
- 東京都町田市
- 神奈川県横浜市鶴見区
- 新潟県燕市
- 岐阜県岐阜市[2]、加茂郡坂祝町
- 愛知県安城市[2]
- 三重県四日市市[2]
- 滋賀県近江八幡市
- 兵庫県神戸市長田区、三木市、加西市、神崎郡福崎町
- 山口県宇部市、防府市、下松市[2]、柳井市、周南市
- 福岡県筑紫野市
- 大分県臼杵市